# Sycorax
Sycorax (također Uran XVII) je prirodni satelit planeta Uran, iz grupe vanjskih nepravilnih satelita, s oko 150 kilometara u promjeru i orbitalnim periodom od 1978.29 dana.